# San Martín de la Vega del Alberche
San Martín de la Vega del Alberche – gmina w Hiszpanii, w prowincji Ávila, w Kastylii i León, o powierzchni 50,48 km². W 2011 roku gmina liczyła 197 mieszkańców.